# 陳錦美
袁陳錦美 （1957年—），本名陳錦美，冠夫姓，教會傳道人，活躍於社運界。由於是袁天佑牧師的妻子，人稱「袁天佑師母」或「袁師母」。

## 簡歷
陳錦美中學就讀於新生命教育協會呂郭碧鳳中學。1974年中學畢業後，入讀建道神學院進修神學。 畢業後在教會任職傳道人。
陳錦美在基督教界以敢言和麻煩見稱，熱心參與社會運動，曾因應不同的社會議題以個人身份發起遊行，亦經常在香港傳媒發表文章，及在網台作嘉賓主持，評論香港時事。
在2014年的雨傘運動期間，陳錦美多次煲湯在佔領區派發。在2015年的香港大學副校長任命事件事件中，香港大學學生包圍校委會，她為學生送上熱飲，事後又撰文澄清學生不是李國章口中的「暴徒」。
在2016年農曆新年旺角騷亂事件中，陳錦美站在示威者最前線，希望叫警察和年青人雙方冷靜，結果她也被警棍打中。 事後她撰文揩出當晚不是暴動或暴亂，只是警民打鬥：「打鬥是雙互的，請勿只說年青人，而不說警隊……若要譴責暴力，雙方都暴力，這是打鬥。」

2016年3月，因年輕人自殺問題嚴重，陳錦美發起「我要活下去」遊行，呼籲香港人尤其是學生珍惜生命，並指吳克儉應引咎辭職。

對於立法會主席梁君彥阻礙青年新政的議員梁頌恆和游蕙禎宣誓事件，陳錦美於2016年10月，以個人身分發起「反對行政干預、捍衛程序公義」遊行抗議，並撰文反對梁君彥。 陳錦美亦曾多次撰文反對林鄭月娥參與2017年特首選舉，並發起「不要林鄭、不要撕裂」遊行集會，呼喚社會各界為自己的權利發聲。

在2018年的林國璋和善樂堂事件中，她是《敦請善樂堂委託獨立委員會調查林國璋牧師事件聯署》 發言人。

## 個人生活
丈夫袁天佑牧師，曾任循道衛理聯合教會會長及香港基督教協進會主席，於循道衛理聯合教會工作38年，2016年年初退休。
兒子袁健恩，曾自發舉行「2009年反對高鐵一地兩檢」街站行動。曾於「青年新政」當義工，在2015年區議會選舉為游蕙禎助選，並曾考慮參加2018年九龍西選區補選，但最後決定改派姚松炎參選。

## 外部連結
- 立場新聞：袁陳錦美（页面存档备份，存于）